# Sibine barbara
Sibine barbara är en fjärilsart som beskrevs av Dyar 1906. Sibine barbara ingår i släktet Sibine och familjen snigelspinnare. Inga underarter finns listade i Catalogue of Life.